# Léonard Chemineau
Léonard Chemineau est un dessinateur et un scénariste de bande dessinée français né le 12 avril 1982 à Chambray-lès-Tours.

## Biographie
Avant la bande dessinée et ingénieur de formation, il est spécialiste de l'environnement et du développement durable.
Il débute en bande dessinée en 2012 en réalisant l'adaptation d'un roman de James Carlos Blake intitulé Les Amis de Pancho Villa.
En 2017, et sur un scénario  de Matz, il dessine l’album ‘’Le travailleur de la nuit’’ qui relate les aventures d’Alexandre Jacob, un voleur qui aurait inspiré le personnage d’Arsène Lupin. Comme le note A.Perroud: “Graphiquement, les aquarelles de Léonard Chemineau retranscrivent avec chaleur et précision les différents épisodes de cette épopée, aussi bien en mer que sur les toits de Paris ou sous le soleil implacable de l’équateur”
En 2018, Il adapte en bande dessinée la pièce de théatre de Alexis Michalik intitulée ‘’Edmond’’. L’album est salué et comme le note M.Moubariki: “En couleurs directes, cette fresque émerveille, les décors sont soignés, les costumes détaillés et le faste des lieux parfaitement restitué”.
Sur un scénario de Wilfrid Lupano, il dessine La bibliomule de Cordoue en 2021. Relatant les aventures en Espagne d’une mule chargée de sauvée une bibliothèque, M.Natali note: “Mise en couleur par Christophe Bouchard, la partie graphique n’est pas en reste et parvient, elle aussi, à captiver. Le dessin semi-réaliste de Léonard Chemineau fait merveille, insufflant vie et esprit à la galerie d’acteurs”.
En 2023, il réalise seul l’album La brute et le divin qui raconte l’histoire de Eva, jeune femme voulant fuir temporairement la société et partant s’installer seule sur une ile du Pacifique Sud. Vivant de nombreuses situations délicates, l’aventure ne sera pas aussi idyllique que prévue. Le dessin de cet album est salué et A.Perroud relève que: “Jolie approche à l’aquarelle et aux couleurs éclatantes, la mise en images est un régal pour les yeux. Généreux et précis quand il le faut, le dessinateur fait preuve d’un talent et d’une maestria certaine”.

## Œuvres
- Les Amis de Pancho Villa ,  2012,  Casterman coll. Rivages Noir
Scénario et dessin :  Léonard Chemineau  - Couleurs :  Scarlett Smulkowski et Sophie Dumas -   (ISBN 978-2-203-03457-0)

- Les premiers ,  2014,  Casterman
Scénario :  Stéphane Piatzszek  - Dessin :  Léonard Chemineau - Couleurs :  Sophie Dumas -   (ISBN 978-2-203-06874-2)

- Julio Popper : Le Dernier Roi de la Terre de feu ,  2015,  Rue de Sèvres
Scénario :  Matz  - Dessin et couleurs :  Léonard Chemineau -   (ISBN 978-2-369-81069-8)

- Le Travailleur de la nuit ,  2017,  Rue de Sèvres
Scénario :  Matz  - Dessin et couleurs :  Léonard Chemineau -   (ISBN 9782369812739)

- Edmond ,  2018,  Rue de Sèvres
Scénario :  Léonard Chemineau d'après la pièce d'Alexis Michalik  - Dessin et couleurs :  Léonard Chemineau -   (ISBN 9782369815297)

- La Bibliomule de Cordoue ,  2021,  Dargaud
Scénario :  Wilfrid Lupano  - Dessin :  Léonard Chemineau - Couleurs :  Christophe Bouchard -   (ISBN 9782505078647)

- La brute et le divin ,  2023,  Rue de Sèvres
Scénario, dessin et couleurs :  Léonard Chemineau -   (ISBN 9782810201068)

## Récompenses
- 2018 : prix Du vent dans les BD, catégorie adultes, avec Matz pour Le travailleur de la nuit[7]
- 2022 : Prix Château de Cheverny de la Bande dessinée historique pour La Bibliomule de Cordoue (avec Wilfrid Lupano)[8]